# María Galante (película)
María Galante (Marie Galante) es una película estadounidense dirigida por Henry King en 1934. Está interpretada por Spencer Tracy y Ketti Gallian.

## Sinopsis
Marie Galante, una joven e ingenua telefonista francesa, es raptada por un capitán mercante que la desembarca al otro lado del charco, en Yucatán, dejándola abandonada a su suerte. Con grandes dificultades, Marie consigue llegar hasta la zona del Canal de Panamá, donde nadie cree su historia, por lo que se ve abocada a trabajar como cantante en un café para conseguir dinero con el que comprar un pasaje que la lleve de vuelta a Francia. Sin proponérselo, se ve envuelta en una trama de espionaje en la que los bandos enfrentados sospechan que en realidad ella es una espía al servicio del bando contrario.